# Гринберг, Роман Ихилевич
Роман Ихилевич Гринберг (род. 1962, Бельцы, Молдавская ССР) — австрийский эстрадный музыкант, хоровой дирижёр.
Родился в Бельцах в семье профессионального музыканта-аккордеониста и учительницы музыки. В 1967—1972 годах обучался игре на фортепиано в детской музыкальной школе Бельц. С 1972 года — в Израиле, с 1975 года — в Австрии. Учился в Венской консерватории по классу фортепиано, вокала и кларнета. С 1981 года — аккордеонист группы Geduldig & Thiman (Мюнхен), в 1982 году организовал группу «Фрейлех» (Frejlech), которая выпустила первый альбом «Фрейлех зол зайн» в 1991 году.
Участвовал в различных эстрадных проектах еврейском музыки, с проектом «Anonyme Jüdische Mütter» записал альбом «Ой, фрейлех из мир» (2001). С 2002 года — музыкальный руководитель и дирижёр Венского еврейского хора, с которым записал альбом «15 Jahre Wiener Juedischer Chor» (2004).